# 何实嗣
何实嗣（1908年4月—1989年1月），女，湖南宁乡人，中國政治人物，中國共產黨黨員，何叔衡之女。杜延慶之妻。

## 生平
1923年，何实嗣在宁乡第一女校讀書時因攻擊校長有封建思想而遭到學校開除。1925年，何實嗣在長沙讀書時，加入中國共產主義青年團。1927年，馬日事變發生後，何实嗣加入中國共產黨，並參加沩山起義。1928年初來到上海，在毛泽民负责的聚成印刷公司工作，一度遭到國民政府逮捕。抗日戰爭時期。來到重慶擔任婦女黨團書記。第二次國共內戰時期，來到晉綏邊區參加土改。
中華人民共和國建國後，歷任西北总工会勞保部長、北京市化工研究所所长兼党支部书记、北京市人民政府參事室副主任等職。文革期間受到造反派衝擊。1989年在北京去世。

## 家庭
父亲何叔衡，姐姐何实懿、何实山（石础）。